# Honda RS
 (novembre 2009).
Si vous disposez d'ouvrages ou d'articles de référence ou si vous connaissez des sites web de qualité traitant du thème abordé ici, merci de compléter l'article en donnant les références utiles à sa vérifiabilité et en les liant à la section « Notes et références ».

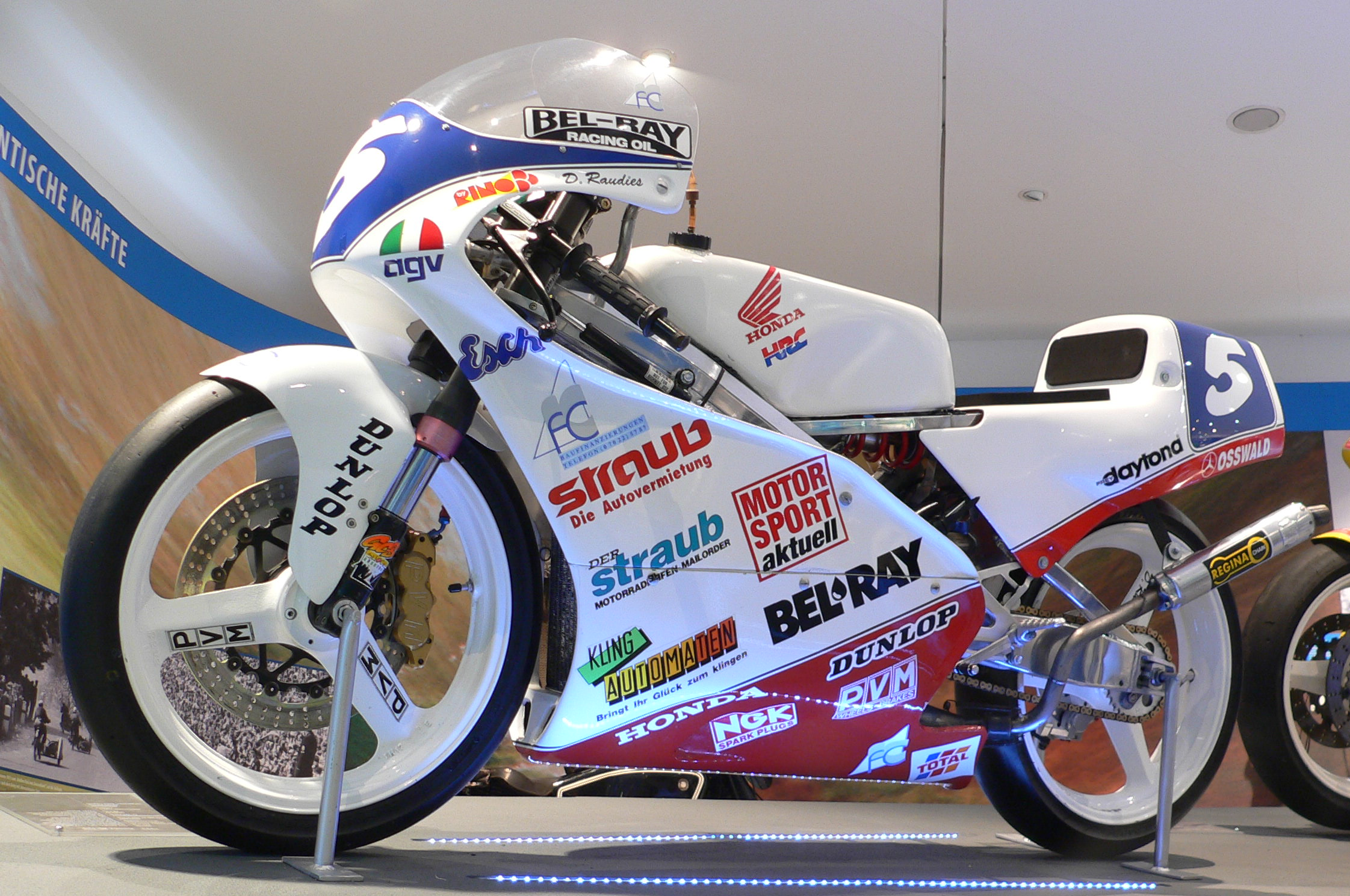
RS 125 R

La RS est une gamme de motocyclettes de compétition de la marque Honda.
Elle se décline en 50, 125, 250 et 500 cm³. Elles utilisent toutes un moteur deux temps, monocylindre sur les 50 et 125, bicylindre sur les 250 ou à trois ou quatre cylindres sur les 500. Ce sont des modèles compétition-client, vendus par l'intermédiaire des concessions de la marque, mais ne sont pas homologués pour circuler sur les voies publiques.
La RS 125 est légère (71 kg à sec pour le modèle 1998) et très maniable.[réf. nécessaire] Offrant une puissance de 44 chevaux, elle permet d'atteindre 220 km/h.
La RS 250 en version origine pèse 100 kg pour 90 chevaux, pour une vitesse maxi d'environ 260km/h, toujours pour un modèle 2000.
la 125 coûtait en 2000 70 000 francs (11 000 euros) et la 250 180 000 francs (27 000 euros), kit pièces inclus.
leur entretien se doit d'être des plus rigoureux et se montre donc très onéreux.[réf. nécessaire]
Ces motos ont pour vocation de disputer les championnats nationaux, continentaux et international de vitesse moto.
Ces motos servent de bases pour les préparateurs des meilleures écuries en grands prix moto mais peuvent sans trop de préparation concourir en championnat du monde.[réf. nécessaire]
Une version 500cm3, appelée NSR500V, a été produite en version compétition client.
Bicylindre 2 temps en V, offrant 127 chevaux (135 à l'avgas) pour 103kg à sec.
La NSR500V était vendue plus de 450 000 francs (près de 70 000 euros) avec kit pièces.
Cette version n'avait pour raison d'être que de s'aligner en GP500.
Une version 4 cylindres en V exista également. Indisponible à la vente, cette 500 NSR 4 cylindres était la version dite usine, produite par le service course de Honda (HRC) à un très petit nombre d'exemplaires.
Quelques chiffres : 130 kg, 180 à 200 chevaux suivant l'année sur les derniers modèles, plus de 320 km/h, plusieurs millions de dollars par unité.
Elle a notamment eu pour pilotes Mickael Doohan, Valentino Rossi, Wayne Gardner, Alex Criville, Max Biaggi, Alex Barros...
Avec l'avènement du 4 temps et la disparition du 2 temps en catégorie reine (catégorie 500 devenue MotoGP), ces dernières 500 sont devenues de véritables pièces de musée.[réf. nécessaire]